# Robinsonia rockstonia
Robinsonia rockstonia là một loài bướm đêm thuộc phân họ Arctiinae, họ Erebidae.